# Atletisme als Jocs Olímpics d'Estiu de 1912 - pentatló masculí
El pentatló masculí va ser una de les proves del programa d'atletisme disputades durant els Jocs Olímpics d'Estocolm de 1912. Aquesta va ser la primera vegada que es disputava aquesta competició en uns Jocs Olímpics.
El 1913 el Comitè Olímpic Internacional va retirar la medalla d'or de Jim Thorpe després que s'assabentessin que Thorpe havia jugat a beisbol de manera semi-professional, violant d'aquesta manera les regles de l'amateurisme olímpic abans dels Jocs de 1912. El 1982 el COI va determinar que la desqualificació havia estat inadequada, ja que no s'havia presentat cap protesta contra Thorpe durant els 30 dies que hi havia per fer-ho. Les medalles de Bie, Donahue i Lukeman es van mantenir, amb la qual cosa Thorpe i Bie van compartir l'or.
El pentatló és una competició formada per 5 proves en què els atletes han de demostrar la seva polivalència. Es van disputar les proves de salt de llargada, llançament de javelina, 200 metres llisos, llançament de disc i 1.500 metres llisos. Hi van prendre part 26 atletes, en representació d'onze nacions diferents.

## Medallistes
| Or                                   | Plata               | Bronze              |
| Jim Thorpe (USA) Ferdinand Bie (NOR) | James Donahue (USA) | Frank Lukeman (CAN) |

## Resultats
La competició es va desenvolupar amb el següent ordre de les proves: salt de llargada, llançament de javelina, 200 metres llisos, llançament de disc i 1.500 metres llisos. La puntuació era determinada per la posició aconseguida a la prova. Així el primer classificat tenia 1 punt, el segon 2 i així successivament. Després de la tercera prova sols els 12 primers classificats van poder disputar la quarta prova, alhora que es recalculava la classificació. Després de la quarta prova sols els sis primers poden disputar la cinquena i darrera prova.

### Salt de llargada
| Pos. | Atleta           | Nació        | Metres | Punts |
| ---- | ---------------- | ------------ | ------ | ----- |
| 1    | Jim Thorpe       | Estats Units | 7,07   | 1     |
| 2    | Ferdinand Bie    | Noruega      | 6,85   | 2     |
| 3    | James Donahue    | Estats Units | 6,83   | 3     |
| 4    | Avery Brundage   | Estats Units | 6,58   | 4     |
| 5    | Oscar Lemming    | Suècia       | 6,55   | 5     |
| 6    | Charles Lomberg  | Suècia       | 6,53   | 6     |
| 7    | Otto Bäurle      | Alemanya     | 6,52   | 7     |
| 8    | Erik Kugelberg   | Suècia       | 6,45   | 8     |
| 8    | Frank Lukeman    | Canadà       | 6,45   | 8     |
| 10   | Nils Fjästad     | Suècia       | 6,43   | 10    |
| 11   | James Menaul     | Estats Units | 6,40   | 11    |
| 12   | Inge Lindholm    | Suècia       | 6,32   | 12    |
| 13   | Pierre Failliot  | França       | 6,29   | 13    |
| 14   | Hugo Wieslander  | Suècia       | 6,27   | 14    |
| 15   | Einar Nilsson    | Suècia       | 6,23   | 15    |
| 16   | Julius Wagner    | Suïssa       | 6,22   | 16    |
| 17   | Emil Kukko       | Finlàndia    | 6,19   | 17    |
| 18   | John Eller       | Estats Units | 6,17   | 18    |
| 19   | Gustav Kröjer    | Àustria      | 6,10   | 19    |
| 20   | Gösta Holmér     | Suècia       | 6,02   | 20    |
| 21   | Géo André        | França       | 5,98   | 21    |
| 23   | Alfredo Pagani   | Itàlia       | 5,86   | 23    |
| 25   | Mgirdiç Migiryan | Turquia      | 5,59   | 25    |
| 26   | Hugo Ericson     | Suècia       | 5,58   | 26    |
| 22   | Karl Halt        | Alemanya     | [ 1 ]  | 22/24 |
| 24   | Josef Waitzer    | Alemanya     | [ 1 ]  | 22/24 |

| Pos. | Atleta           | Nació        | Metres | Punts |
| ---- | ---------------- | ------------ | ------ | ----- |
| 1    | Hugo Wieslander  | Suècia       | 49,56  | 1     |
| 2    | Oscar Lemming    | Suècia       | 49,51  | 2     |
| 3    | Jim Thorpe       | Estats Units | 46,71  | 3     |
| 4    | Ferdinand Bie    | Noruega      | 46,45  | 4     |
| 5    | Gösta Holmér     | Suècia       | 45,46  | 5     |
| 6    | Emil Kukko       | Finlàndia    | 44,43  | 6     |
| 7    | Hugo Ericson     | Suècia       | 43,74  | 7     |
| 8    | Einar Nilsson    | Suècia       | 43,67  | 8     |
| 9    | Avery Brundage   | Estats Units | 42,85  | 9     |
| 10   | Karl Halt        | Alemanya     | 42,75  | 10    |
| 11   | Erik Kugelberg   | Suècia       | 42,02  | 11    |
| 12   | Inge Lindholm    | Suècia       | 41,94  | 12    |
| 13   | Julius Wagner    | Suïssa       | 41,31  | 13    |
| 14   | Nils Fjästad     | Suècia       | 40,15  | 14    |
| 15   | Gustav Kröjer    | Àustria      | 39,89  | 15    |
| 16   | James Donahue    | Estats Units | 38,28  | 16    |
| 17   | Charles Lomberg  | Suècia       | 37,15  | 17    |
| 18   | Mgirdiç Migiryan | Turquia      | 36,87  | 18    |
| 19   | Frank Lukeman    | Canadà       | 36,02  | 19    |
| 20   | James Menaul     | Estats Units | 35,85  | 20    |
| 21   | Géo André        | França       | 34,83  | 21    |
| 22   | Otto Bäurle      | Alemanya     | 34,29  | 22    |
| 23   | Alfredo Pagani   | Itàlia       | 34,23  | 23    |
| 24   | Pierre Failliot  | França       | 33,46  | 24    |
| 25   | John Eller       | Estats Units | 33,36  | 25    |
| 26   | Josef Waitzer    | Alemanya     | ND     | 26    |

| Pos. | Atleta           | Nació        | Punts | Llarg. | Jav. |
| ---- | ---------------- | ------------ | ----- | ------ | ---- |
| 1    | Jim Thorpe       | Estats Units | 4     | 1      | 3    |
| 2    | Ferdinand Bie    | Noruega      | 6     | 2      | 4    |
| 3    | Oscar Lemming    | Suècia       | 7     | 5      | 2    |
| 4    | Avery Brundage   | Estats Units | 13    | 4      | 9    |
| 5    | Hugo Wieslander  | Suècia       | 15    | 14     | 1    |
| 6    | James Donahue    | Estats Units | 19    | 3      | 16   |
| 7    | Erik Kugelberg   | Suècia       | 19    | 8      | 11   |
| 8    | Charles Lomberg  | Suècia       | 23    | 6      | 17   |
| 9    | Einar Nilsson    | Suècia       | 23    | 15     | 8    |
| 10   | Emil Kukko       | Finlàndia    | 23    | 17     | 6    |
| 11   | Nils Fjästad     | Suècia       | 24    | 10     | 14   |
| 12   | Inge Lindholm    | Suècia       | 24    | 12     | 12   |
| 13   | Gösta Holmér     | Suècia       | 25    | 20     | 5    |
| 14   | Frank Lukeman    | Canadà       | 27    | 8      | 19   |
| 15   | Otto Bäurle      | Alemanya     | 29    | 7      | 22   |
| 16   | Julius Wagner    | Suïssa       | 29    | 16     | 13   |
| 17   | James Menaul     | Estats Units | 31    | 11     | 20   |
| 18   | Karl Halt        | Alemanya     | 32/34 | 22/24  | 10   |
| 19   | Hugo Ericson     | Suècia       | 33    | 26     | 7    |
| 20   | Gustav Kröjer    | Àustria      | 34    | 19     | 15   |
| 21   | Pierre Failliot  | França       | 37    | 13     | 24   |
| 22   | Géo André        | França       | 42    | 21     | 21   |
| 23   | John Eller       | Estats Units | 43    | 18     | 25   |
| 24   | Mgirdiç Migiryan | Turquia      | 43    | 25     | 18   |
| 25   | Alfredo Pagani   | Itàlia       | 46    | 23     | 23   |
| 26   | Josef Waitzer    | Alemanya     | 48/50 | 22/24  | 26   |

| Pos. | Atleta           | Nació        | Temps | Punts |
| ---- | ---------------- | ------------ | ----- | ----- |
| 1    | Jim Thorpe       | Estats Units | 22"9  | 1     |
| 2    | James Donahue    | Estats Units | 23"0  | 2     |
| 2    | James Menaul     | Estats Units | 23"0  | 2     |
| 4    | John Eller       | Estats Units | 23"1  | 4     |
| 5    | Frank Lukeman    | Canadà       | 23"2  | 5     |
| 6    | Pierre Failliot  | França       | 23"2  | 5     |
| 7    | Ferdinand Bie    | Noruega      | 23"5  | 7     |
| 7    | Inge Lindholm    | Suècia       | 23"5  | 7     |
| 9    | Otto Bäurle      | Alemanya     | 23"6  | 9     |
| 9    | Nils Fjästad     | Suècia       | 23"6  | 9     |
| 11   | Hugo Ericson     | Suècia       | 24"0  | 11    |
| 11   | Gösta Holmér     | Suècia       | 24"0  | 11    |
| 11   | Emil Kukko       | Finlàndia    | 24"0  | 11    |
| 14   | Hugo Wieslander  | Suècia       | 24"1  | 14    |
| 15   | Avery Brundage   | Estats Units | 24"2  | 15    |
| 16   | Einar Nilsson    | Suècia       | 24"3  | 16    |
| 17   | Charles Lomberg  | Suècia       | 24"4  | 17    |
| 18   | Géo André        | França       | 24"6  | 18    |
| 18   | Oscar Lemming    | Suècia       | 24"6  | 18    |
| 20   | Gustav Kröjer    | Àustria      | 24"7  | 20    |
| 21   | Erik Kugelberg   | Suècia       | 24"9  | 21    |
| 22   | Alfredo Pagani   | Itàlia       | 25"2  | 22    |
| 23   | Julius Wagner    | Suïssa       | 25"3  | 23    |
| 24   | Mgirdiç Migiryan | Turquia      | 26"4  | 24    |
| -    | Karl Halt        | Alemanya     | Ret.  | ---   |
| -    | Josef Waitzer    | Alemanya     | NS    | ---   |

| Pos. | Atleta           | Nació        | Punts | Llarg. | Jav. | 200 m |
| ---- | ---------------- | ------------ | ----- | ------ | ---- | ----- |
| 1    | Jim Thorpe       | Estats Units | 5     | 1      | 3    | 1     |
| 2    | Ferdinand Bie    | Noruega      | 13    | 2      | 4    | 7     |
| 3    | James Donahue    | Estats Units | 21    | 3      | 16   | 2     |
| 4    | Oscar Lemming    | Suècia       | 25    | 5      | 2    | 18    |
| 5    | Avery Brundage   | Estats Units | 28    | 4      | 9    | 15    |
| 6    | Hugo Wieslander  | Suècia       | 29    | 14     | 1    | 14    |
| 7    | Inge Lindholm    | Suècia       | 31    | 12     | 12   | 7     |
| 8    | Frank Lukeman    | Canadà       | 32    | 8      | 19   | 5     |
| 9    | Nils Fjästad     | Suècia       | 33    | 10     | 14   | 9     |
| 9    | James Menaul     | Estats Units | 33    | 11     | 20   | 2     |
| 11   | Emil Kukko       | Finlàndia    | 34    | 17     | 6    | 11    |
| 12   | Gösta Holmér     | Suècia       | 36    | 20     | 5    | 11    |
| 13   | Otto Bäurle      | Alemanya     | 38    | 7      | 22   | 9     |
| 14   | Einar Nilsson    | Suècia       | 39    | 15     | 8    | 16    |
| 15   | Erik Kugelberg   | Suècia       | 40    | 8      | 11   | 21    |
| 15   | Charles Lomberg  | Suècia       | 40    | 6      | 17   | 17    |
| 17   | Pierre Failliot  | França       | 42    | 13     | 24   | 5     |
| 18   | Hugo Ericson     | Suècia       | 44    | 26     | 7    | 11    |
| 19   | John Eller       | Estats Units | 47    | 18     | 25   | 4     |
| 20   | Julius Wagner    | Suïssa       | 52    | 16     | 13   | 23    |
| 21   | Gustav Kröjer    | Àustria      | 54    | 19     | 15   | 20    |
| 22   | Géo André        | França       | 60    | 21     | 21   | 18    |
| 23   | Mgirdiç Migiryan | Turquia      | 67    | 25     | 18   | 24    |
| 24   | Alfredo Pagani   | Itàlia       | 68    | 23     | 23   | 22    |
| -    | Karl Halt        | Alemanya     | Ret.  | 22/24  | 10   | Ret.  |
| -    | Josef Waitzer    | Alemanya     | Ret.  | 22/24  | 26   | NS    |

### Classificació recalculada
| Pos. | Atleta          | Nació        | Punts | Llarg. | Jav. | 200 m |
| ---- | --------------- | ------------ | ----- | ------ | ---- | ----- |
| 1    | Jim Thorpe      | Estats Units | 5     | 1      | 3    | 1     |
| 2    | Ferdinand Bie   | Noruega      | 11    | 2      | 4    | 5     |
| 3    | James Donahue   | Estats Units | 15    | 3      | 10   | 2     |
| 4    | Oscar Lemming   | Suècia       | 19    | 5      | 2    | 12    |
| 5    | Frank Lukeman   | Canadà       | 21    | 6      | 11   | 4     |
| 5    | Hugo Wieslander | Suècia       | 21    | 10     | 1    | 10    |
| 7    | James Menaul    | Estats Units | 22    | 8      | 12   | 2     |
| 7    | Inge Lindholm   | Suècia       | 22    | 9      | 8    | 5     |
| 7    | Avery Brundage  | Estats Units | 22    | 4      | 7    | 11    |
| 10   | Nils Fjästad    | Suècia       | 23    | 7      | 9    | 7     |
| 11   | Gösta Holmér    | Suècia       | 25    | 12     | 5    | 8     |
| 11   | Emil Kukko      | Finlàndia    | 25    | 11     | 6    | 8     |

| Pos. | Atleta          | Nació        | Metres | Punts |
| ---- | --------------- | ------------ | ------ | ----- |
| 1    | Jim Thorpe      | Estats Units | 35,57  | 1     |
| 2    | Avery Brundage  | Estats Units | 34,72  | 2     |
| 3    | Frank Lukeman   | Canadà       | 33,76  | 3     |
| 4    | Ferdinand Bie   | Noruega      | 31,79  | 4     |
| 5    | Gösta Holmér    | Suècia       | 31,78  | 5     |
| 6    | James Menaul    | Estats Units | 31,38  | 6     |
| 7    | Hugo Wieslander | Suècia       | 30,74  | 7     |
| 8    | Inge Lindholm   | Suècia       | 30,47  | 8     |
| 9    | Nils Fjästad    | Suècia       | 30,43  | 9     |
| 10   | Emil Kukko      | Finlàndia    | 29,97  | 10    |
| 11   | James Donahue   | Estats Units | 29,64  | 11    |
| 12   | Oscar Lemming   | Suècia       | 27,64  | 12    |

| Pos. | Atleta          | Nació        | Punts | Llarg. | Jav. | 200 m | Disc |
| ---- | --------------- | ------------ | ----- | ------ | ---- | ----- | ---- |
| 1    | Jim Thorpe      | Estats Units | 6     | 1      | 3    | 1     | 1    |
| 2    | Ferdinand Bie   | Noruega      | 15    | 2      | 4    | 5     | 4    |
| 3    | Frank Lukeman   | Canadà       | 24    | 6      | 11   | 4     | 3    |
| 3    | Avery Brundage  | Estats Units | 24    | 4      | 7    | 11    | 2    |
| 5    | James Donahue   | Estats Units | 26    | 3      | 10   | 2     | 11   |
| 6    | Hugo Wieslander | Suècia       | 28    | 10     | 1    | 10    | 7    |
| 6    | James Menaul    | Estats Units | 28    | 8      | 12   | 2     | 6    |
| 8    | Inge Lindholm   | Suècia       | 30    | 9      | 8    | 5     | 8    |
| 8    | Gösta Holmér    | Suècia       | 30    | 12     | 5    | 8     | 5    |
| 10   | Oscar Lemming   | Suècia       | 31    | 5      | 2    | 12    | 12   |
| 11   | Nils Fjästad    | Suècia       | 32    | 7      | 9    | 7     | 9    |
| 12   | Emil Kukko      | Finlàndia    | 35    | 11     | 6    | 8     | 10   |

### 1.500 metres llisos
| Pos. | Atleta          | Nació        | Temps  | Punts |
| ---- | --------------- | ------------ | ------ | ----- |
| 1    | Jim Thorpe      | Estats Units | 4'44"8 | 1     |
| 2    | James Menaul    | Estats Units | 4'49"6 | 2     |
| 3    | James Donahue   | Estats Units | 4'51"0 | 3     |
| 4    | Hugo Wieslander | Suècia       | 4'53"1 | 4     |
| 5    | Frank Lukeman   | Canadà       | 5'00"2 | 5     |
| 6    | Ferdinand Bie   | Noruega      | 5'07"8 | 6     |
| -    | Avery Brundage  | Estats Units | Ret.   | 7     |

## Classificació final
| Pos. | Atleta          | Nació        | Punts | Llarg. | Jav. | 200 m | Disc | 1.500m | Punts     |
| ---- | --------------- | ------------ | ----- | ------ | ---- | ----- | ---- | ------ | --------- |
| 1    | Jim Thorpe      | Estats Units | 7     | 1      | 3    | 1     | 1    | 1      | -         |
| 1    | Ferdinand Bie   | Noruega      | 21    | 2      | 4    | 5     | 4    | 6      | -         |
| 2    | Frank Lukeman   | Canadà       | 29    | 6      | 11   | 4     | 3    | 5      | 3.475,865 |
| 3    | James Donahue   | Estats Units | 29    | 3      | 10   | 2     | 11   | 3      | 3.396,975 |
| 4    | James Menaul    | Estats Units | 30    | 8      | 12   | 2     | 6    | 2      | -         |
| 5    | Avery Brundage  | Estats Units | 31    | 4      | 7    | 11    | 2    | 7      | -         |
| 6    | Hugo Wieslander | Suècia       | 32    | 10     | 1    | 10    | 7    | 4      | -         |